# Északi kazuár
Az északi kazuár, más néven narancsnyakú kazuár (Casuarius unappendiculatus) a madarak osztályának struccalakúak (Struthioniformes) rendjébe, a kazuárfélék (Casuariidae) családjába tartozó faj.

## Elterjedése, élőhelye
Új-Guinea északi részén él, tengerparti mocsaraknál és alföldi esőerdőknél, inkább 490 méter alatt.

## Alfajai
- Casuarius unappendiculatus aurantiacus
- Casuarius unappendiculatus occipitalis
- Casuarius unappendiculatus philipi
- Casuarius unappendiculatus rothschildi
- Casuarius unappendiculatus rufotinctus
- Casuarius unappendiculatus unappendiculatus

## Megjelenése
Kemény és merev fekete tollazatú madár, kék bőrrel és sisakkal a feje tetején. Magassága 150-180 centiméter. A lábai hatalmasak és erősek (jellemző mindkét nemre). Lapos szegycsontú, röpképtelen futómadár. A fej oldalai és a torok kékszínűek. A nyak alsó fele és a tarkó olívazöld, a nyak mellső része narancsszínű. A hím 37 kg, kisebb mint a tojó, a tojó 58 kg.

## Életmódja
Félénk, magányosan él. Étrendje főleg gyümölcsökből és kisállatokból áll.

## Szaporodása
A fészek 3-5 zöld tojásból áll, a fészket a hím készíti el. 

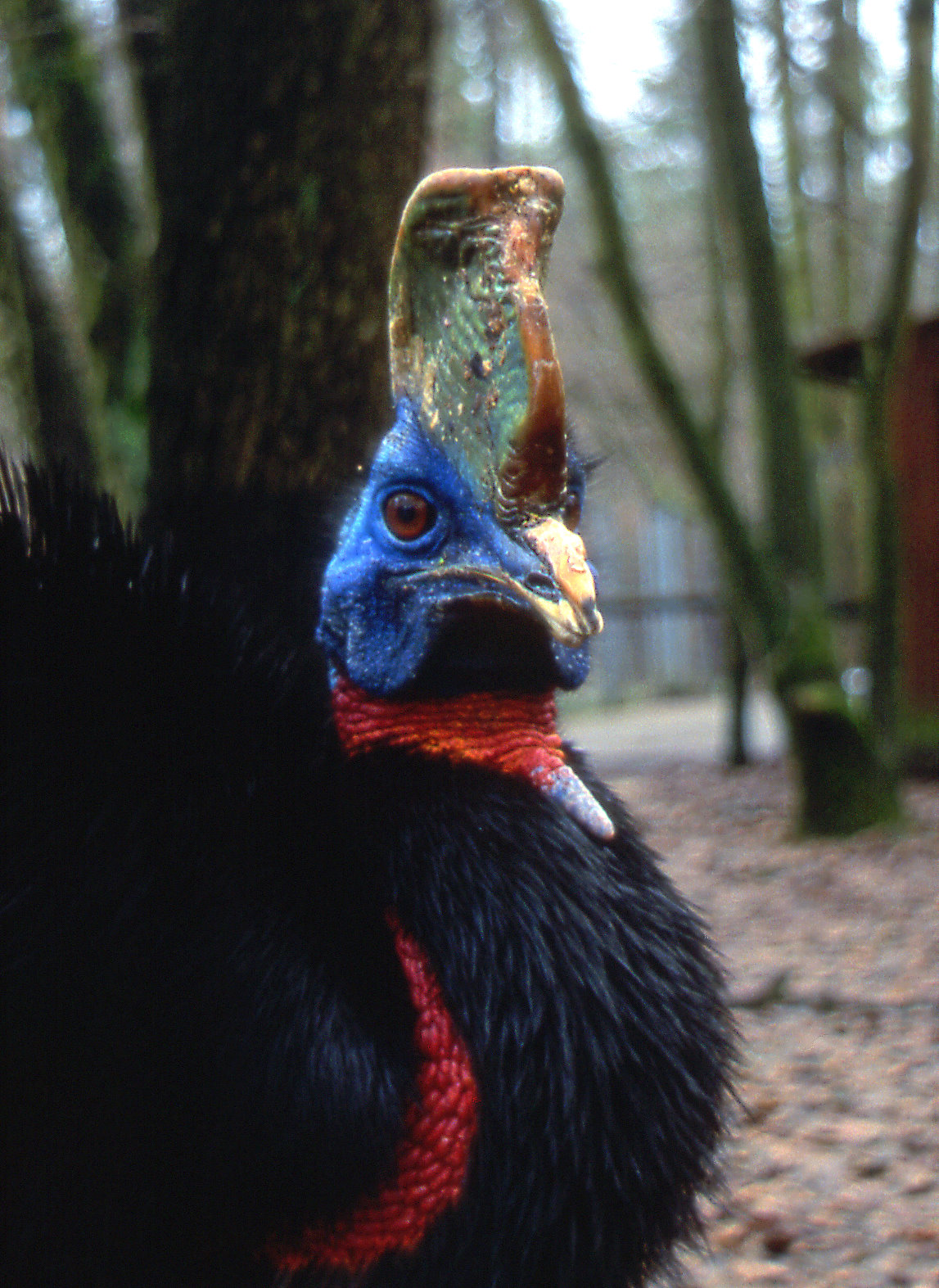
Portré